# Baloncesto en los Juegos Olímpicos
El baloncesto está presente en los Juegos Olímpicos de forma ininterrumpida en la rama masculina desde los Juegos Olímpicos de Berlín 1936, en este caso habiendo sido previamente deporte de exhibición en Juegos Olímpicos de San Luis 1904 y en la femenina desde los Juegos Olímpicos de Montreal 1976.
El gran dominador de las competiciones masculina y femenina ha sido históricamente la Selección de Estados Unidos que, en las 18 ediciones disputadas, ha ganado un total de 30 medallas: veinticinco de oro, dos de plata y tres de bronce. La única edición en la que Estados Unidos no aparece en el podio es en los Juegos Olímpicos de Moscú 1980, ya que no participó por motivos políticos.
En los Juegos Olímpicos de Barcelona 1992 la competición se abrió por primera vez a la participación de los jugadores profesionales de la NBA, acudiendo a los juegos uno de los equipos más potentes de la historia de este deporte, conocido desde entonces con el sobrenombre de Dream Team, en el que se reunieron jugadores tan extraordinarios como Michael Jordan, Magic Johnson y Larry Bird.
El vigente campeón olímpico es Estados Unidos, que ganó la medalla de oro en los Juegos Olímpicos de París 2024, derrotando en la final a  Francia en ambas ramas.
El español Rudy Fernández y la estadounidense Diana Taurasi tienen el récord de participaciones en Juegos Olímpicos, con 6 olimpiadas disputadas. 
En junio de 2017, el Comité Olímpico Internacional anunció que el baloncesto 3x3 se disputaría en los Juegos Olímpicos de verano por primera vez en 2020.

## Historial

### Torneos masculinos
| Torneo              |                 | Resultado |                 |                 |
| ------------------- | --------------- | --------- | --------------- | --------------- |
| Berlín 1936         | Estados Unidos  | 19–8      | Canadá          | México          |
| Londres 1948        | Estados Unidos  | 65–21     | Francia         | Brasil          |
| Helsinki 1952       | Estados Unidos  | 36–25     | Unión Soviética | Uruguay         |
| Melbourne 1956      | Estados Unidos  | 89–75     | Unión Soviética | Uruguay         |
| Roma 1960           | Estados Unidos  | 81–57     | Unión Soviética | Brasil          |
| Tokio 1964          | Estados Unidos  | 73–66     | Unión Soviética | Brasil          |
| México 1968         | Estados Unidos  | 65–50     | RFS Yugoslavia  | Unión Soviética |
| Múnich 1972         | Unión Soviética | 51–50     | Estados Unidos  | Cuba            |
| Montreal 1976       | Estados Unidos  | 95–74     | RFS Yugoslavia  | Unión Soviética |
| Moscú 1980          | RFS Yugoslavia  | 86–77     | Italia          | Unión Soviética |
| Los Ángeles 1984    | Estados Unidos  | 96–65     | España          | RFS Yugoslavia  |
| Seúl 1988           | Unión Soviética | 76–63     | RFS Yugoslavia  | Estados Unidos  |
| Barcelona 1992      | Estados Unidos  | 117–85    | Croacia         | Lituania        |
| Atlanta 1996        | Estados Unidos  | 95–69     | RF Yugoslavia   | Lituania        |
| Sídney 2000         | Estados Unidos  | 85–76     | Francia         | Lituania        |
| Atenas 2004         | Argentina       | 84–69     | Italia          | Estados Unidos  |
| Pekín 2008          | Estados Unidos  | 118–107   | España          | Argentina       |
| Londres 2012        | Estados Unidos  | 107–100   | España          | Rusia           |
| Río de Janeiro 2016 | Estados Unidos  | 96–66     | Serbia          | España          |
| Tokio 2020          | Estados Unidos  | 87–82     | Francia         | Australia       |
| París 2024          | Estados Unidos  | 98–87     | Francia         | Serbia          |

### Torneos femeninos
| Torneo              |                  | Resultado |                |                 |
| ------------------- | ---------------- | --------- | -------------- | --------------- |
| Montreal 1976       | Unión Soviética  | 112–77    | Estados Unidos | Bulgaria        |
| Moscú 1980          | Unión Soviética  | 104–73    | Bulgaria       | Yugoslavia      |
| Los Ángeles 1984    | Estados Unidos   | 85–55     | Corea del Sur  | China           |
| Seúl 1988           | Estados Unidos   | 77–70     | Yugoslavia     | Unión Soviética |
| Barcelona 1992      | Equipo Unificado | 76–66     | China          | Estados Unidos  |
| Atlanta 1996        | Estados Unidos   | 111–87    | Brasil         | Australia       |
| Sídney 2000         | Estados Unidos   | 76–54     | Australia      | Brasil          |
| Atenas 2004         | Estados Unidos   | 74–63     | Australia      | Rusia           |
| Pekín 2008          | Estados Unidos   | 92–65     | Australia      | Rusia           |
| Londres 2012        | Estados Unidos   | 86–50     | Francia        | Australia       |
| Río de Janeiro 2016 | Estados Unidos   | 101–72    | España         | Serbia          |
| Tokio 2020          | Estados Unidos   | 90–75     | Japón          | Francia         |
| París 2024          | Estados Unidos   | 67–66     | Francia        | Australia       |

## Medallero
| Núm.  | País            | Oro | Plata | Bronce | Total |
| ----- | --------------- | --- | ----- | ------ | ----- |
| 1     | Estados Unidos  | 17  | 1     | 2      | 20    |
| 2     | Unión Soviética | 2   | 4     | 3      | 9     |
| 3     | Yugoslavia      | 1   | 4     | 1      | 6     |
| 4     | Argentina       | 1   | 0     | 1      | 2     |
| 5     | Francia         | 0   | 4     | 0      | 4     |
| 6     | España          | 0   | 3     | 1      | 4     |
| 7     | Italia          | 0   | 2     | 0      | 2     |
| 8     | Serbia          | 0   | 1     | 1      | 2     |
| 9     | Croacia         | 0   | 1     | 0      | 1     |
| 9     | Canadá          | 0   | 1     | 0      | 1     |
| 11    | Lituania        | 0   | 0     | 3      | 3     |
| 11    | Brasil          | 0   | 0     | 3      | 3     |
| 13    | Uruguay         | 0   | 0     | 2      | 2     |
| 14    | Rusia           | 0   | 0     | 1      | 1     |
| 14    | Australia       | 0   | 0     | 1      | 1     |
| 14    | Cuba            | 0   | 0     | 1      | 1     |
| 14    | México          | 0   | 0     | 1      | 1     |
| Total | Total           | 21  | 21    | 21     | 63    |

| Núm.  | País             | Oro | Plata | Bronce | Total |
| ----- | ---------------- | --- | ----- | ------ | ----- |
| 1     | Estados Unidos   | 10  | 1     | 1      | 12    |
| 2     | Unión Soviética  | 2   | 0     | 1      | 3     |
| 3     | Equipo Unificado | 1   | 0     | 0      | 1     |
| 4     | Australia        | 0   | 3     | 3      | 6     |
| 5     | Francia          | 0   | 2     | 1      | 3     |
| 6     | Brasil           | 0   | 1     | 1      | 2     |
| 6     | Bulgaria         | 0   | 1     | 1      | 2     |
| 6     | China            | 0   | 1     | 1      | 2     |
| 6     | Yugoslavia       | 0   | 1     | 1      | 2     |
| 10    | Corea del Sur    | 0   | 1     | 0      | 1     |
| 10    | España           | 0   | 1     | 0      | 1     |
| 10    | Japón            | 0   | 1     | 0      | 1     |
| 13    | Rusia            | 0   | 0     | 2      | 2     |
| 14    | Serbia           | 0   | 0     | 1      | 1     |
| Total | Total            | 13  | 13    | 13     | 39    |

## Participaciones

### Torneo masculino
| Equipo                   | 1936  | 1948  | 1952  | 1956  | 1960  | 1964  | 1968  | 1972  | 1976  | 1980  | 1984  | 1988  | 1992  | 1996  | 2000  | 2004  | 2008  | 2012  | 2016  | 2020  | 2024  | Total |
| Alemania                 | 15º   |       |       |       |       |       |       | 12º   |       |       | 8º    |       | 7º    |       |       |       | 10º   |       |       | 8º    | 4º    | 7     |
| Angola                   | [ B ] | [ B ] | [ B ] | [ B ] | [ B ] | [ B ] | [ B ] | [ B ] | [ B ] |       |       |       | 10º   | 11º   | 12º   | 12º   | 12º   |       |       |       |       | 5     |
| Argentina                |       | 15º   | 4º    |       |       |       |       |       |       |       |       |       |       | 9º    |       | 1º    | 3º    | 4º    | 8º    | 7º    |       | 8     |
| Australia                |       |       |       | 12º   |       | 9º    |       | 9º    | 8º    | 8º    | 7º    | 4º    | 6º    | 4º    | 4º    | 9º    | 7º    | 7º    | 4º    | 3º    | 6º    | 16    |
| Bélgica                  | 19º   | 11º   | 17º   |       |       |       |       |       |       |       |       |       |       |       |       |       |       |       |       |       |       | 3     |
| Brasil                   | 9º    | 3º    | 6º    | 6º    | 3º    | 3º    | 4º    | 7º    |       | 5º    | 9º    | 5º    | 5º    | 6º    |       |       |       | 5º    | 9º    |       | 7º    | 16    |
| Bulgaria                 |       |       | 7º    | 5º    | 16º   |       | 10º   |       |       |       |       |       |       |       |       |       |       |       |       |       |       | 4     |
| Canadá                   | 2º    | 9º    | 9º    | 9º    |       | 14º   |       |       | 4º    |       | 4º    | 6º    |       |       | 7º    |       |       |       |       |       | 5º    | 10    |
| Checoslovaquia           | 9º    | 7º    | 9º    |       | 5º    |       |       | 8º    | 6º    | 9º    |       |       |       | [ B ] | [ B ] | [ B ] | [ B ] | [ B ] | [ B ] | [ B ] | [ B ] | 7     |
| Chile                    | 9º    | 6º    | 5º    | 8º    |       |       |       |       |       |       |       |       |       |       |       |       |       |       |       |       |       | 4     |
| China                    |       |       |       |       | [ B ] | [ B ] | [ B ] | [ B ] | [ B ] |       | 10º   | 11º   | 12º   | 8º    | 10º   | 8º    | 8º    | 12º   | 12º   |       |       | 9     |
| China Taipéi             | 15º   | 18º   |       | 11º   |       |       |       |       |       |       |       |       |       |       |       |       |       |       |       |       |       | 3     |
| Corea del Sur            | [ B ] | 8º    |       | 14º   |       | 16º   | 14º   |       |       |       |       | 9º    |       | 12º   |       |       |       |       |       |       |       | 6     |
| Croacia                  | [ D ] | [ D ] | [ D ] | [ D ] | [ D ] | [ D ] | [ D ] | [ D ] | [ D ] | [ D ] | [ D ] | [ D ] | 2º    | 7º    |       |       | 6º    |       | 5º    |       |       | 4     |
| Cuba                     |       | 13º   | 9º    |       |       |       | 11º   | 3º    | 7º    | 6º    |       |       |       |       |       |       |       |       |       |       |       | 6     |
| Egipto                   | 15º   | 19º   | 9º    |       |       |       |       | 16º   | 12º   |       | 12º   | 12º   |       |       |       |       |       |       |       |       |       | 7     |
| Equipo Unificado         | [ E ] | [ E ] | [ E ] | [ E ] | [ E ] | [ E ] | [ E ] | [ E ] | [ E ] | [ E ] | [ E ] | [ E ] | 1º    | [ B ] | [ B ] | [ B ] | [ B ] | [ B ] | [ B ] | [ B ] | [ B ] | 1     |
| Eslovenia                | [ D ] | [ D ] | [ D ] | [ D ] | [ D ] | [ D ] | [ D ] | [ D ] | [ D ] | [ D ] | [ D ] | [ D ] |       |       |       |       |       |       |       | 4º    |       | 1     |
| España                   |       |       |       |       | 14º   |       | 7º    | 11º   |       | 4º    | 2º    | 8º    | 9º    |       | 9º    | 7º    | 2º    | 2º    | 3º    | 6º    | 10º   | 1     |
| Estados Unidos           | 1º    | 1º    | 1º    | 1º    | 1º    | 1º    | 1º    | 2º    | 1º    |       | 1º    | 3º    | 1º    | 1º    | 1º    | 3º'   | 1º    | 1º    | 1º    | 1º    | 1º    | 20    |
| Estonia                  | 9º    | [ D ] | [ D ] | [ D ] | [ D ] | [ D ] | [ D ] | [ D ] | [ D ] | [ D ] | [ D ] | [ D ] |       |       |       |       |       |       |       |       |       | 1     |
| Filipinas                | 5º    | 12º   | 9º    | 7º    | 11º   |       | 13º   | 13º   |       |       |       |       |       |       |       |       |       |       |       |       |       | 7     |
| Finlandia                |       |       | 9º    |       |       | 11º   |       |       |       |       |       |       |       |       |       |       |       |       |       |       |       | 2     |
| Francia                  | 19º   | 2º    | 8º    | 4º    | 10º   |       |       |       |       |       | 11º   |       |       |       | 2º    |       |       | 6º    | 6º    | 2º    | 2º    | 11    |
| Gran Bretaña             |       | 20º   |       |       |       |       |       |       |       |       |       |       |       |       |       |       |       | 9º    |       |       |       | 2     |
| Grecia                   |       |       | 17º   |       |       |       |       |       |       |       |       |       |       | 5º    |       | 5º    | 5º    |       |       |       | 8º    | 5     |
| Hungría                  |       | 16º   | 9º    |       | 9º    | 13º   |       |       |       |       |       |       |       |       |       |       |       |       |       |       |       | 4     |
| India                    |       |       |       |       |       |       |       |       |       | 12º   |       |       |       |       |       |       |       |       |       |       |       | 1     |
| Irán                     |       | 14º   |       |       |       |       |       |       |       |       |       |       |       |       |       |       | 11º   |       |       | 12º   |       | 3     |
| Iraq                     |       | 22º   |       |       |       |       |       |       |       |       |       |       |       |       |       |       |       |       |       |       |       | 1     |
| Irlanda                  |       | 23º   |       |       |       |       |       |       |       |       |       |       |       |       |       |       |       |       |       |       |       | 1     |
| Israel                   | [ B ] | [ B ] | 17º   |       |       |       |       |       |       |       |       |       |       |       |       |       |       |       |       |       |       | 1     |
| Italia                   | 7º    | 17º   | 17º   |       | 4º    | 5º    | 8º    | 4º    | 5º    | 2º    | 5º    |       |       |       | 5º    | 2º    |       |       |       | 5º    |       | 12    |
| Japón                    | 9º    |       |       | 10º   | 15º   | 10º   |       | 14º   | 11º   |       |       |       |       |       |       |       |       |       |       | 11º   | 11º   | 8     |
| Letonia                  | 15º   | [ E ] | [ E ] | [ E ] | [ E ] | [ E ] | [ E ] | [ E ] | [ E ] | [ E ] | [ E ] | [ E ] |       |       |       |       |       |       |       |       |       | 1     |
| Lituania                 |       | [ E ] | [ E ] | [ E ] | [ E ] | [ E ] | [ E ] | [ E ] | [ E ] | [ E ] | [ E ] | [ E ] | 3º    | 3º    | 3º    | 4º    | 4º    | 8º    | 7º    |       |       | 7     |
| Marruecos                | [ B ] | [ B ] | [ B ] | [ B ] |       |       | 16º   |       |       |       |       |       |       |       |       |       |       |       |       |       |       | 1     |
| México                   | 3º    | 4º    | 9º    |       | 12º   | 12º   | 5º    |       | 10º   |       |       |       |       |       |       |       |       |       |       |       |       | 7     |
| Nigeria                  |       |       |       |       |       |       |       |       |       |       |       |       |       |       |       |       |       | 10º   | 11º   | 10º   |       | 3     |
| Nueva Zelanda            |       |       |       |       |       |       |       |       |       |       |       |       |       |       | 11º   | 10º   |       |       |       |       |       | 2     |
| Panamá                   |       |       |       |       |       |       | 12º   |       |       |       |       |       |       |       |       |       |       |       |       |       |       | 1     |
| Perú                     | 8º    | 10º   |       |       |       | 15º   |       |       |       |       |       |       |       |       |       |       |       |       |       |       |       | 3     |
| Polonia                  | 4º    |       |       |       | 7º    | 6º    | 6º    | 10º   |       | 7º    |       |       |       |       |       |       |       |       |       |       |       | 6     |
| Puerto Rico              | [ B ] |       |       |       | 13º   | 4º    | 9º    | 6º    | 9º    |       |       | 7º    | 8º    | 10º   |       | 6º    |       |       |       |       | 12º   | 10    |
| República Centroafricana | [ B ] | [ B ] | [ B ] | [ B ] | [ B ] | [ B ] |       |       |       |       |       | 10º   |       |       |       |       |       |       |       |       |       | 1     |
| República Checa          | [ F ] | [ F ] | [ F ] | [ F ] | [ F ] | [ F ] | [ F ] | [ F ] | [ F ] | [ F ] | [ F ] | [ F ] | [ F ] |       |       |       |       |       |       | 9º    |       | 1     |
| Rumania                  |       |       | 17º   |       |       |       |       |       |       |       |       |       |       |       |       |       |       |       |       |       |       | 1     |
| Rusia                    | [ E ] | [ E ] | [ E ] | [ E ] | [ E ] | [ E ] | [ E ] | [ E ] | [ E ] | [ E ] | [ E ] | [ E ] | [ G ] |       | 8º    |       | 9º    | 3º    |       |       |       | 3     |
| Serbia                   | [ D ] | [ D ] | [ D ] | [ D ] | [ D ] | [ D ] | [ D ] | [ D ] | [ D ] | [ D ] | [ D ] | [ D ] | [ H ] | [ I ] | [ I ] | [ I ] |       |       | 2º    |       | 3º    | 2     |
| Serbia y Montenegro      | [ D ] | [ D ] | [ D ] | [ D ] | [ D ] | [ D ] | [ D ] | [ D ] | [ D ] | [ D ] | [ D ] | [ D ] |       | 2º    | 6º    | 11º   |       |       |       |       |       | 3     |
| Singapur                 | [ B ] |       |       | 13º   |       | [ J ] |       |       |       |       |       |       |       |       |       |       |       |       |       |       |       | 1     |
| Sudán del Sur            | [ B ] | [ B ] | [ B ] | [ B ] | [ B ] | [ B ] | [ B ] | [ B ] | [ B ] | [ B ] | [ B ] | [ B ] | [ B ] | [ B ] | [ B ] | [ B ] | [ B ] | [ B ] |       |       | 9º    | 1     |
| Suecia                   |       |       |       |       |       |       |       |       |       | 10º   |       |       |       |       |       |       |       |       |       |       |       | 1     |
| Suiza                    | 9º    | 21º   | 17º   |       |       |       |       |       |       |       |       |       |       |       |       |       |       |       |       |       |       | 3     |
| Tailandia                | [ B ] | [ B ] |       | 15º   |       |       |       |       |       |       |       |       |       |       |       |       |       |       |       |       |       | 1     |
| Túnez                    |       |       |       |       |       |       |       |       |       |       |       |       |       |       |       |       |       | 11º   |       |       |       | 1     |
| Turquía                  | 19º   |       | 17º   |       |       |       |       |       |       |       |       |       |       |       |       |       |       |       |       |       |       | 2     |
| Unión Soviética          | [ K ] | [ K ] | 2º    | 2º    | 2º    | 2º    | 3º    | 1º    | 3º    | 3º    |       | 1º    | [ G ] | [ B ] | [ B ] | [ B ] | [ B ] | [ B ] | [ B ] | [ B ] | [ B ] | 20    |
| Uruguay                  | 6º    | 5º    | 3º    | 3º    | 8º    | 8º    |       |       |       |       | 6º    |       |       |       |       |       |       |       |       |       |       | 7     |
| Venezuela                |       |       |       |       |       |       |       |       |       |       |       |       | 11º   |       |       |       |       |       | 10º   |       |       | 2     |
| Yugoslavia               |       |       |       |       | 6º    | 7º    | 2º    | 5º    | 2º    | 1º    | 3º    | 2º    | [ B ] | [ B ] | [ B ] | [ B ] | [ B ] | [ B ] | [ B ] | [ B ] | [ B ] | 8     |
| Total                    | 21    | 23    | 23    | 15    | 16    | 16    | 16    | 16    | 12    | 12    | 12    | 12    | 12    | 12    | 12    | 12    | 12    | 12    | 12    | 12    | 12    |       |

1. ↑  Como  Alemania Occidental entre 1968 y 1988.
2. 1 2 3 4 5 6 7 8 9 10 11 12 13 14  El NOC no es miembro del COI.
3. ↑  Como Taiwán entre 1936 y 1956.
4. 1 2 3 4 5  Como parte de Yugoslavia entre 1936 y 1988.
5. 1 2 3 4  Como parte de la Unión Soviética.
6. ↑  Como parte de Checoslovaquia entre 1920 y 1992.
7. 1 2  Parte del Equipo Unificado en 1992.
8. ↑  Como  Participantes Olímpicos Independientes en 1992.
9. ↑  Como parte de Serbia y Montenegro entre 1996 y 2000.
10. ↑  Parte de  Malasia en 1964.
11. ↑  La Unión Soviética decidió no participar en 1936 y 1948.

### Torneo femenino
| Equipo                          | 1976                | 1980                | 1984                | 1988                | 1992                | 1996                     | 2000                     | 2004                     | 2008  | 2012  | 2016  | 2020  | 2024  | Total |
| Alemania                        |                     |                     |                     |                     |                     |                          |                          |                          |       |       |       |       | 7º    | 1     |
| Angola                          |                     |                     |                     |                     |                     |                          |                          |                          |       | 12º   |       |       |       | 1     |
| Australia                       |                     |                     | 5º                  | 4º                  |                     | 3º                       | 2º                       | 2º                       | 2º    | 5º    | 5º    | 8º    | 3º    | 10    |
| Bélgica                         |                     |                     |                     |                     |                     |                          |                          |                          |       |       |       | 7º    | 4º    | 2     |
| Bielorrusia                     | [ A ]               | [ A ]               | [ A ]               | [ A ]               | [ B ]               |                          |                          |                          | 6º    |       | 9º    |       |       | 2     |
| Brasil                          |                     |                     |                     |                     | 7º                  | 2º                       | 3º                       | 4º                       | 11º   | 10º   | 11º   |       |       | 7     |
| Bulgaria                        | 3º                  | 2º                  |                     | 5º                  |                     |                          |                          |                          |       |       |       |       |       | 3     |
| Canadá                          | 6º                  |                     | 4º                  |                     |                     | 11º                      | 10º                      |                          |       | 8º    | 7º    | 9º    | 11º   | 8     |
| Checoslovaquia                  | 4º                  |                     |                     | 8º                  | 6º                  | [ C ]                    | [ C ]                    | [ C ]                    | [ C ] | [ C ] | [ C ] | [ C ] | [ C ] | 3     |
| China                           | [ C ]               |                     | 3º                  | 6º                  | 2º                  | 9º                       |                          | 9º                       | 4º    | 2º    | 10º   | 5º    | 9º    | 10    |
| Corea del Sur                   |                     |                     | 2º                  | 7º                  |                     | 10º                      | 4º                       | 12º                      | 8º    |       |       | 10º   |       | 7     |
| Croacia                         | como Yugoslavia     | como Yugoslavia     | como Yugoslavia     | como Yugoslavia     |                     |                          |                          |                          |       | 11º   |       |       |       | 1     |
| Cuba                            |                     | 5º                  |                     |                     | 4º                  | 6º                       | 9º                       |                          |       |       |       |       |       | 4     |
| Equipo Unificado                | [ C ]               | [ C ]               | [ C ]               | [ C ]               | 1º                  | [ C ]                    | [ C ]                    | [ C ]                    | [ C ] | [ C ] | [ C ] | [ C ] | [ C ] | 1     |
| Eslovaquia                      | como Checoslovaquia | como Checoslovaquia | como Checoslovaquia | como Checoslovaquia | como Checoslovaquia |                          | 7º                       |                          |       |       |       |       |       | 1     |
| España                          |                     |                     |                     |                     | 5º                  |                          |                          | 6º                       | 5º    |       | 2º    | 6º    | 5º    | 6     |
| Estados Unidos                  | 2º                  |                     | 1º                  | 1º                  | 3º                  | 1º                       | 1º                       | 1º                       | 1º    | 1º    | 1º    | 1º    | 1º    | 12    |
| Francia                         |                     |                     |                     |                     |                     |                          | 5º                       |                          |       | 3º    | 4º    | 3º    | 2º    | 5     |
| Gran Bretaña                    |                     |                     |                     |                     |                     |                          |                          |                          |       | 9º    |       |       |       | 1     |
| Grecia                          |                     |                     |                     |                     |                     |                          |                          | 7º                       |       |       |       |       |       | 1     |
| Hungría                         |                     | 4º                  |                     |                     |                     |                          |                          |                          |       |       |       |       |       | 1     |
| Italia                          |                     | 6º                  |                     |                     | 8º                  | 8º                       |                          |                          |       |       |       |       |       | 3     |
| Japón                           | 5º                  |                     |                     |                     |                     | 7º                       |                          | 10º                      |       |       | 8º    | 2º    | 12º   | 6     |
| Letonia                         | [ A ]               | [ A ]               | [ A ]               | [ A ]               |                     |                          |                          |                          | 9º    |       |       |       |       | 1     |
| Malí                            |                     |                     |                     |                     |                     |                          |                          |                          | 12º   |       |       |       |       | 1     |
| Nigeria                         |                     |                     |                     |                     |                     |                          |                          | 11º                      |       |       |       | 11º   | 8º    | 3     |
| Nueva Zelanda                   |                     |                     |                     |                     |                     |                          | 11º                      | 8º                       | 10º   |       |       |       |       | 3     |
| Polonia                         |                     |                     |                     |                     |                     |                          | 8º                       |                          |       |       |       |       |       | 1     |
| Puerto Rico                     |                     |                     |                     |                     |                     |                          |                          |                          |       |       |       | 12º   | 10º   | 2     |
| República Checa                 | como Checoslovaquia | como Checoslovaquia | como Checoslovaquia | como Checoslovaquia | como Checoslovaquia |                          |                          | 5º                       | 7º    | 7º    |       |       |       | 3     |
| República Democrática del Congo |                     |                     |                     |                     |                     | 12º                      |                          |                          |       |       |       |       |       | 1     |
| Rusia                           | [ A ]               | [ A ]               | [ A ]               | [ A ]               | [ B ]               | 5º                       | 6º                       | 3º                       | 3º    | 4º    |       |       |       | 5     |
| Senegal                         |                     |                     |                     |                     |                     |                          | 12º                      |                          |       |       | 12º   |       |       | 2     |
| Serbia                          | como Yugoslavia     | como Yugoslavia     | como Yugoslavia     | como Yugoslavia     | como Yugoslavia     | como Serbia y Montenegro | como Serbia y Montenegro | como Serbia y Montenegro |       |       | 3º    | 4º    | 6º    | 3     |
| Turquía                         |                     |                     |                     |                     |                     |                          |                          |                          |       | 6º    | 6º    |       |       | 2     |
| Ucrania                         | [ A ]               | [ A ]               | [ A ]               | [ A ]               | [ B ]               | 4º                       |                          |                          |       |       |       |       |       | 1     |
| Unión Soviética                 | 1º                  | 1º                  |                     | 3º                  | [ B ]               | [ C ]                    | [ C ]                    | [ C ]                    | [ C ] | [ C ] | [ C ] | [ C ] | [ C ] | 3     |
| Yugoslavia                      |                     | 3º                  | 6º                  | 2º                  |                     | [ C ]                    | [ C ]                    | [ C ]                    | [ C ] | [ C ] | [ C ] | [ C ] | [ C ] | 3     |
| Total                           | 6                   | 6                   | 6                   | 8                   | 8                   | 12                       | 12                       | 12                       | 12    | 12    | 12    | 12    | 12    |       |

1. 1 2 3 4  Compitió como parte de la URSS
2. 1 2 3 4  Compitió como parte del Equipo Unificado
3. 1 2 3 4 5 6  El NOC no es miembro del COI
4. ↑  Como Zaire desde 1984 a 1996

## Marcas y estadísticas

### Masculino
| País                     | J   | G   | P  | %      |
| ------------------------ | --- | --- | -- | ------ |
| Angola                   | 31  | 3   | 28 | 9.7 %  |
| Argentina                | 53  | 32  | 21 | 60.3 % |
| Australia                | 105 | 52  | 53 | 49.5 % |
| Bélgica                  | 13  | 6   | 7  | 46.2 % |
| Brasil                   | 111 | 65  | 46 | 57.1 % |
| Bulgaria                 | 33  | 16  | 17 | 48.5 % |
| Canadá                   | 66  | 36  | 30 | 54.5 % |
| República Centroafricana | 7   | 2   | 5  | 28.6 % |
| Chile                    | 26  | 12  | 14 | 46.2 % |
| China                    | 50  | 7   | 43 | 14.0 % |
| China Taipéi             | 28  | 16  | 12 | 57.1 % |
| Croacia                  | 28  | 16  | 12 | 57.1 % |
| Cuba                     | 45  | 22  | 23 | 48.9 % |
| Checoslovaquia           | 46  | 23  | 23 | 50.0 % |
| Egipto                   | 44  | 6   | 38 | 13.6 % |
| Estonia                  | 3   | 1   | 2  | 33.3 % |
| Finlandia                | 12  | 4   | 8  | 33.3 % |
| Francia                  | 60  | 31  | 29 | 51.6 % |
| Alemania                 | 34  | 10  | 24 | 29.4 % |
| Gran Bretaña             | 13  | 2   | 11 | 15.4 % |
| Grecia                   | 24  | 13  | 11 | 54.2 % |
| Hungría                  | 33  | 14  | 19 | 42.4 % |
| India                    | 7   | 0   | 7  | 0 %    |
| Irán                     | 12  | 2   | 10 | 16.7 % |
| Iraq                     | 7   | 0   | 7  | 0 %    |
| Irlanda                  | 6   | 0   | 6  | 0 %    |
| Israel                   | 2   | 0   | 2  | 0 %    |
| Italia                   | 91  | 54  | 37 | 59.3 % |
| Japón                    | 41  | 11  | 30 | 26.8 % |
| Corea del Sur            | 47  | 8   | 39 | 17.0 % |
| Letonia                  | 3   | 1   | 2  | 33.3 % |
| Lituania                 | 52  | 32  | 20 | 61.5 % |
| México                   | 49  | 26  | 23 | 53.1 % |
| Marruecos                | 9   | 0   | 9  | 0 %    |
| Nueva Zelanda            | 12  | 2   | 10 | 16.7 % |
| Nigeria                  | 10  | 2   | 8  | 20.0 % |
| Panamá                   | 9   | 2   | 7  | 22.2 % |
| Perú                     | 22  | 9   | 13 | 40.9 % |
| Filipinas                | 52  | 25  | 27 | 48.1 % |
| Polonia                  | 49  | 23  | 26 | 46.9 % |
| Puerto Rico              | 72  | 34  | 38 | 47.2 % |
| Rumania                  | 2   | 0   | 2  | 0 %    |
| Rusia                    | 20  | 10  | 10 | 50.0 % |
| Senegal                  | 24  | 2   | 22 | 8.3 %  |
| Serbia                   | 35  | 19  | 16 | 54.2 % |
| Singapur                 | 7   | 2   | 5  | 28.6 % |
| Unión Soviética          | 74  | 61  | 13 | 82.4 % |
| España                   | 95  | 52  | 43 | 54.7 % |
| Suecia                   | 7   | 3   | 4  | 42.9 % |
| Suiza                    | 13  | 4   | 9  | 30.8 % |
| Tailandia                | 7   | 0   | 7  | 0 %    |
| Túnez                    | 5   | 0   | 5  | 0 %    |
| Turquía                  | 4   | 0   | 4  | 0 %    |
| Equipo Unificado (EUN)   | 8   | 5   | 3  | 62.5 % |
| Estados Unidos           | 143 | 138 | 5  | 96.5 % |
| Uruguay                  | 56  | 29  | 27 | 51.8 % |
| Venezuela                | 12  | 3   | 9  | 25.0 % |
| Yugoslavia               | 60  | 48  | 12 | 80.0 % |

### Femenino
| País                            | J  | G  | P  | %      |
| ------------------------------- | -- | -- | -- | ------ |
| Angola                          | 5  | 0  | 5  | 0 %    |
| Australia                       | 56 | 40 | 16 | 71.4 % |
| Brasil                          | 44 | 19 | 25 | 43.1 % |
| Bielorrusia                     | 11 | 3  | 8  | 27.2 % |
| Bulgaria                        | 16 | 10 | 6  | 62.5 % |
| Canadá                          | 36 | 10 | 26 | 27.7 % |
| China                           | 48 | 22 | 26 | 45.8 % |
| Croacia                         | 5  | 1  | 4  | 20.0 % |
| Cuba                            | 24 | 9  | 15 | 37.5 % |
| Checoslovaquia                  | 15 | 3  | 12 | 20.0 % |
| República Checa                 | 19 | 8  | 11 | 42.1 % |
| Francia                         | 23 | 16 | 7  | 69.5 % |
| Gran Bretaña                    | 5  | 0  | 5  | 0 %    |
| Grecia                          | 7  | 3  | 4  | 42.9 % |
| Hungría                         | 6  | 2  | 4  | 33.3 % |
| Italia                          | 18 | 3  | 15 | 16.7 % |
| Japón                           | 25 | 9  | 16 | 36.0 % |
| Corea del Sur                   | 38 | 15 | 23 | 39.5 % |
| Letonia                         | 5  | 1  | 4  | 20.0 % |
| Malí                            | 5  | 0  | 5  | 0 %    |
| Nueva Zelanda                   | 18 | 4  | 14 | 22.2 % |
| Nigeria                         | 6  | 1  | 5  | 16.7 % |
| Polonia                         | 7  | 3  | 4  | 42.9 % |
| Rusia                           | 39 | 25 | 14 | 64.1 % |
| Serbia                          | 8  | 4  | 4  | 50.0 % |
| Senegal                         | 11 | 0  | 11 | 0 %    |
| Eslovaquia                      | 7  | 3  | 4  | 42.9 % |
| Unión Soviética                 | 16 | 14 | 2  | 87.5 % |
| España                          | 26 | 16 | 10 | 61.5 % |
| Turquía                         | 12 | 7  | 5  | 58.3 % |
| Ucrania                         | 8  | 4  | 4  | 50.0 % |
| Equipo Unificado (EUN)          | 5  | 4  | 1  | 80.0 % |
| Estados Unidos                  | 69 | 66 | 3  | 95.6 % |
| Yugoslavia                      | 16 | 8  | 8  | 50.0 % |
| República Democrática del Congo | 7  | 0  | 7  | 0 %    |

### Baloncestistas masculinos con más medallas
Solo se relacionan los baloncestistas con dos medallas de oro, o tres o más medallas en total.
| Núm. | País                 | Oro                    | Plata            | Bronce           | Total |
| ---- | -------------------- | ---------------------- | ---------------- | ---------------- | ----- |
| 1    | Kevin Durant         | 2012, 2016, 2020, 2024 | -                | -                | 4     |
| 2    | Carmelo Anthony      | 2008, 2012, 2016       | -                | 2004             | 4     |
| 3    | LeBron James         | 2008, 2012, 2024       | -                | 2004             | 4     |
| 4    | David Robinson       | 1992, 1996             | -                | 1988             | 3     |
| 5    | Bob Kurland          | 1948, 1952             | -                | -                | 2     |
| 6    | William Hougland     | 1952, 1956             | -                | -                | 2     |
| 7    | Burdette Haldorson   | 1956, 1960             | -                | -                | 2     |
| 8    | Pat Ewing            | 1984, 1992             | -                | -                | 2     |
| 9    | Michael Jordan       | 1984, 1992             | -                | -                | 2     |
| 10   | Chris Mullin         | 1984, 1992             | -                | -                | 2     |
| 11   | Charles Barkley      | 1992, 1996             | -                | -                | 2     |
| 12   | Karl Malone          | 1992, 1996             | -                | -                | 2     |
| 13   | Scottie Pippen       | 1992, 1996             | -                | -                | 2     |
| 14   | John Stockton        | 1992, 1996             | -                | -                | 2     |
| 15   | Gary Payton          | 1996, 2000             | -                | -                | 2     |
| 16   | Jason Kidd           | 2000, 2008             | -                | -                | 2     |
| 17   | Kobe Bryant          | 2008, 2012             | -                | -                | 2     |
| 18   | Chris Paul           | 2008, 2012             | -                | -                | 2     |
| 19   | Deron Williams       | 2008, 2012             | -                | -                | 2     |
| 20   | Anthony Davis        | 2012, 2024             | -                | -                | 2     |
| 21   | Bam Adebayo          | 2020, 2024             | -                | -                | 2     |
| 22   | Jayson Tatum         | 2020, 2024             | -                | -                | 2     |
| 23   | Devin Booker         | 2020, 2024             | -                | -                | 2     |
| 24   | Jrue Holiday         | 2020, 2024             | -                | -                | 2     |
| 25   | Gennadi Volnov       | 1972                   | 1960, 1964       | 1968             | 4     |
| 26   | Krešimir Ćosić       | 1980                   | 1968, 1976       | -                | 3     |
| 27   | Dražen Dalipagić     | 1980                   | 1976             | 1984             | 3     |
| 28   | Andro Knego          | 1980                   | 1976             | 1984             | 3     |
| 29   | Rajko Žižić          | 1980                   | 1976             | 1984             | 3     |
| 30   | Serguéi Belov        | 1972                   | -                | 1968, 1976, 1980 | 4     |
| 31   | Rimas Kurtinaitis    | 1988                   | -                | 1992, 1996       | 3     |
| 32   | Šarūnas Marčiulionis | 1988                   | -                | 1992, 1996       | 3     |
| 33   | Arvydas Sabonis      | 1988                   | -                | 1992, 1996       | 3     |
| 34   | Maigonis Valdmanis   | -                      | 1952, 1956, 1960 | -                | 3     |
| 35   | Jānis Krūmiņš        | -                      | 1956, 1960, 1964 | -                | 3     |
| 36   | Valdis Muiznieks     | -                      | 1956, 1960, 1964 | -                | 3     |
| 37   | Dražen Petrović      | -                      | 1988, 1992       | 1984             | 3     |
| 38   | Pau Gasol            | -                      | 2008, 2012       | 2016             | 3     |
| 39   | Juan Carlos Navarro  | -                      | 2008, 2012       | 2016             | 3     |
| 40   | Felipe Reyes         | -                      | 2008, 2012       | 2016             | 3     |
| 41   | José Manuel Calderón | -                      | 2008, 2012       | 2016             | 3     |
| 42   | Rudy Fernández       | -                      | 2008, 2012       | 2016             | 3     |
| 43   | Gintaras Einikis     | -                      | -                | 1992, 1996, 2000 | 3     |

### Baloncestistas femeninas con más medallas
Cuatro son las baloncestistas que tienen 5 o más medallas olímpicas:
- Diana Taurasi, 6 oros.
- Sue Bird, 5 oros.
- Teresa Edwards, 4 oros y un bronce.
- Lauren Jackson, 3 platas y dos bronces.

### Récords
| Categoría                      | Masculino | Femenino                                                                                        |
| ------------------------------ | --- | ----------------------------------------------------------------------------------------------- |
| Partido de mayor anotación     | 229 puntos Estados Unidos 156 - 73 Nigeria (Londres 2012) | 190 puntos Japón 62 - 128 Brasil (Atenas 2004)                                                  |
| Partido de menor anotación     | 27 puntos Estados Unidos 19 - 8 Canadá (Berlín 1936) | 100 puntos Senegal 32 - 68 Eslovaquia (Sídney 2000)                                             |
| Mayor diferencia               | 100 puntos Corea del Sur 120 - 20 Irak (Londres 1948) China 125 - 25 Irak (Londres 1948)                                                                                      | 66 puntos Japón 62 - 128 Brasil (Atenas 2004) Italia 53 - 119 Unión Soviética (Moscú 1980)      |
| Partidos con más prórrogas     | 2 prórrogas Argentina 111-107 Brasil (Río de Janeiro 2016) Canadá 86 - 83 Rusia (Sídney 2000) Lituania 83 - 81 Croacia (Atlanta 1996) Australia 109-101 Brasil (Atlanta 1996) | 2 prórrogas Turquía 79 - 76 Brasil (Río de Janeiro 2016) España 92 - 80 Italia (Barcelona 1992) |
| Mejor racha de victorias       | 63 partidos Estados Unidos (Berlín 1936-Múnich 1972) | 61 partidos Estados Unidos (Barcelona 1992-París 2024)                                          |
| Máximo anotador                | 1093 puntos Oscar Schmidt | 581 puntos Lauren Jackson                                                                       |
| Mejor promedio anotador        | 28.8 puntos por partido Oscar Schmidt | 22.0 puntos por partido Lara Sanders                                                            |
| Máxima anotación en un partido | 55 puntos Oscar Schmidt (España-Brasil, Seúl 1988) | 39 puntos Evladija Slavčeva (Bulgaria-Corea del Sur, Seúl 1988)                                 |

Actualizado al término de los JJOO 2024.

### Máximos anotadores históricos
| Jugador          | Puntos |
| ---------------- | ------ |
| Oscar Schmidt    | 1 093  |
| Andrew Gaze      | 789    |
| Pau Gasol        | 649    |
| Luis Scola       | 591    |
| Patty Mills      | 567    |
| Manu Ginóbili    | 523    |
| Kevin Durant     | 518    |
| Wlamir Marques   | 500    |
| Serguéi Belov    | 475    |
| Dražen Dalipagić | 461    |
| Dražen Petrović  | 461    |

| Jugador             | Puntos |
| ------------------- | ------ |
| Lauren Jackson      | 581    |
| Janeth Arcain       | 535    |
| Lisa Leslie         | 488    |
| Diana Taurasi       | 419    |
| Nan Chen            | 317    |
| Yamilé Martínez     | 300    |
| Alessandra Oliveira | 290    |
| Lijie Miao          | 284    |
| Sheryl Swoopes      | 284    |
| Haixia Zheng        | 280    |
| Sunmin Jung         | 276    |

### Triples-dobles
| Jugador         | Puntos | Rebotes | Asistencias | Rival     | Resultado | Año  |
| --------------- | ------ | ------- | ----------- | --------- | --------- | ---- |
| Aleksandr Belov | 23     | 14      | 10          | Canadá    | 100–72    | 1976 |
| LeBron James    | 11     | 14      | 11          | Australia | 119–86    | 2012 |
| Luka Dončić     | 16     | 10      | 18          | Francia   | 89–90     | 2020 |
| LeBron James    | 16     | 12      | 10          | Serbia    | 95–91     | 2024 |
| Nikola Jokić    | 19     | 12      | 11          | Alemania  | 93–83     | 2024 |